# Otto Eckstein
Otto Eckstein (Ulm, 1 de agosto de 1927-Boston, 22 de marzo de 1984) fue un economista germano-estadounidense. Fue un desarrollador y defensor clave de la teoría de la inflación básica, que proponía que para determinar métricas precisas de la inflación a largo plazo, los cambios transitorios de precios de artículos sujetos a precios volátiles, como los alimentos y la energía, deben tenerse en cuenta. excluidos del cómputo.

## Biografía
Nació en Alemania en 1927 dentro del seno de una familia de empresarios judíos. En 1938, cuando tenía 11 años, él y varios miembros más de su familia huyeron del régimen nazi, primero emigraron a Inglaterra y luego, un año después, se mudaron a Estados Unidos, donde estableció su hogar permanente. Obtuvo una licenciatura de la Universidad de Princeton y un doctorado de la Universidad de Harvard y se convirtió en profesor de economía de la Universidad de Harvard, consultor económico del presidente Lyndon B. Johnson y miembro del Consejo Presidencial de Asesores Económicos de 1964 a 1966. En 1969, él y Donald Marron cofundaron Data Resources Inc., la distribuidora no gubernamental de datos económicos más grande del mundo, que construyó y mantuvo el modelo macroeconométrico más grande del mundo. En 1975 fue elegido miembro de la Asociación Estadounidense de Estadística. En 1979 vendió DRI por más de 100 millones de dólares a McGraw Hill.
Estaba casado y tenía tres hijos. Falleció de cáncer en 1984, a la edad de 56 años.